# Замок Кілкаскан
Замок Кілкаскан (англ. Kilcascan Castle) — один із замків Ірландії, розташований у графстві Корк, біля однойменного маєтку на захід від селища Балліне.

## Історія замку Кілкаскан
Замок Кілкаскан — не справжній замок, імітація середньовічного замку. Він був побудований приблизно в 1760 році, як особняк у стилі середньовічного замку для родини Даунт. Родина Даунт володіла цими землями з 1712 року аж до нинішнього часу. На початку ХІХ століття замок був суттєво перебудований — на честь другого весілля Джозефа Даунта. Архітектори, що здійснювали будівництво і перебудову замку невідомі, але є припущення, що це були брати Пейн. За словами Джеймса Н. Гілі підрядниками перебудови замку були місцеві будівельники з родини Гікі. Після перебудови замок Кілкаскан став окрасою околиці. Джозеф Даунт загинув на дуелі від руки свого двоюрідного брата, що був родом з Манч-Хауса. Це сталося в 1826 році. У момент оцінювання нерухомості Гріффітом у ХІХ столітті замком володів Вільям О'Нейл-Даунт. Замок був оцінений у 32 фунти стерлінги. У 1837 році Льюїс писав, що замком Кілкаскан володіє родина Даунт і характеризує його як «гарний особняк у стилі замку». І Тейлор, і Скіннер, і Вілсон у 1780-х роках згадують його як резиденцію родини Даунт. У 1894 році Слейтер називав його резиденцією Ахіллеса Даунта. У ХІХ столітті в замку жив відомий політик, борець за свободу Ірландії Вільям О'Нейл-Даунт (1807—1897) — секретар Даніеля О'Коннелла. У 1906 році замок все ще належав Ахіллесу Дауту та оцінювався в £ 1210. Ірландська туристична асоціація в 1944 році повідомляла, що замок є резиденцією леді М. О'Ніл-Даунт. Замок досі є у власності родини О'Нейл-Даунт. Замок Кілкаскан відкритий для відвідування туристами протягом кількох днів у літній сезон.